# Famille Ilovaïski
La famille Ilovaïski (en langue russe : Иловайский) est une famille noble de Russie.

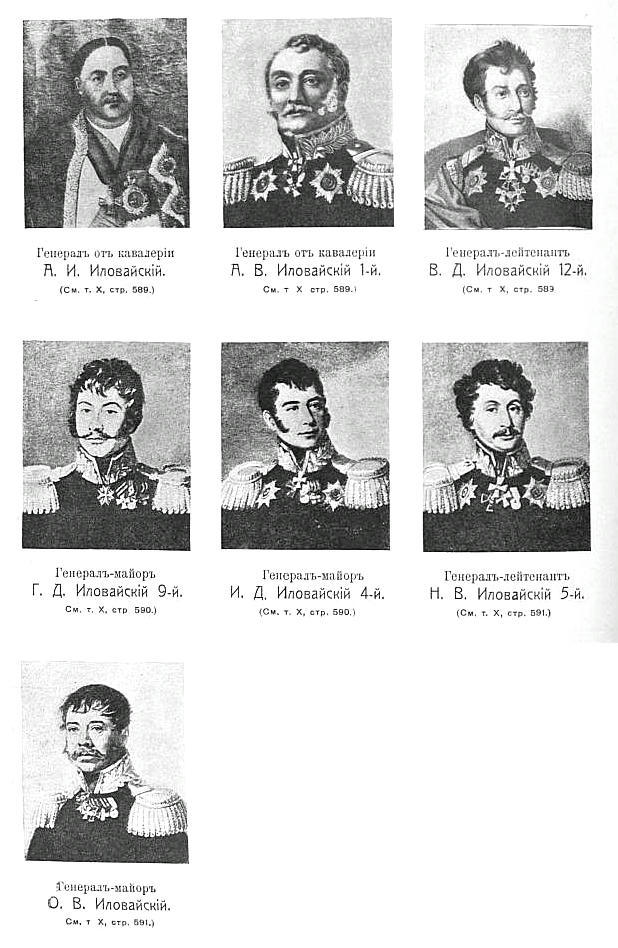
Ilovaïski

## Histoire
Leur ancêtre Mokeï Ossipovitch Ilovaïski, en service dans les troupes cosaques du Don, reçut en récompense de ses services, une louche d'or (fin du XVIIe siècle. Son fils, Ivan Mokeïevitch Ilovaïski, colonel dans les troupes cosaques du Don et commandant son propre régiment, se distingua à la guerre contre les Suédois. Son fils, Alexeï Ivanovitch Ilovaïski (-1797) fut nommé Ataman général des cosaques du Don.
Six membres de la famille Ilovaïski se distinguèrent au cours de la guerre patriotique de 1812 :
- Alexeï Vassilievitch Ilovaïski : (1767-1842), était un militaire russe, ataman général des cosaques du Don, lieutenant-général, pendant les guerres napoléoniennes, et l'un des commandants de l'Armée impériale de Russie. Il participa à la Guerre du Caucase, à la Guerre russo-turque de 1787-1792, à la guerre patriotique de 1812 et aux campagnes militaires de 1813, 1814;
- Vassili Dmitrievitch Ilovaïski : (1785-1860), était un militaire russe, à l'époque des conflits opposant la Russie aux armées napoléoniennes. Il appartint au commandement de l'Armée impériale de Russie. Il se distingua brillamment à la guerre de la Quatrième Coalition, à la guerre russo-turque de 1806-1812, et à la guerre patriotique de 1812. Il prit également part aux campagnes militaires de 1813 et de 1814, au conflit opposant la Perse à la Russie (1826-1828). En 1823, il fut nommé ataman des cosaques du Don, et promu, le 26 août 1826 lieutenant général. Il fut inhumé dans le cimetière du Monastère de Donskoï. Son nom fut attribué au 8e régiment de Cosaques du Don en août 1904;
- Grigori Dmitrievitch Ilovaïski : (1778-1847), était un militaire russe qui fut l'un des commandants de l'Armée impériale de Russie contre la Grande Armée de Napoléon. Sa carrière militaire fut brillante. Il fut engagé dans le conflit opposant la Russie à l'Empire ottoman (1787-1792) et prit part à la prise des villes d'Otchakiv, Kaushany, Bender Tordeur Rodríguez, Kilia et Ismaël. Il fit également preuve de bravoure au cours des batailles de Viazma et de Smolensk, où il captura deux généraux, frère du précédent;
- Ivan Dmitrievitch Ilovaïski (1767-après 1847), était un militaire russe qui exerça le commandement lors des guerres napoléoniennes. Avec le régiment des Cosaques du Don, il participa à de nombreuses expéditions en Tchétchénie et en Géorgie. Au cours de la Guerre russo-turque de 1787-1792, il se distingua aux batailles de Kinbourn (1787) et prit part à la prise des villes  d'Otchakiv (1798), Kaushany et Bender (1789) et à la prise d'Ismaël. Promu major-général le 6 mai 1799, en 1806, à la tête de trois régiments de cosaques, il prit part aux batailles d'Heilsberg et Friedland. Au cours des campagnes militaires de 1813-1814, il prit part aux batailles de Lutzen, Bautzen, Leipzig,Craonne et à la prise de Paris en 1814, frère du précédent;
- Nikolaï Vassilievitch Ilovaïski : (1773-1838), était un militaire russe. Il fut l'un des commandants de l'armée impériale de Russie, contre la Grande Armée. Il prit part à la Guerre russo-turque de 1787-1792  et participa à la prise des villes de d'Otchakiv, Bender et Ismaël. Entre 1792 et 1794, il prit part à la Campagne de Pologne. Lors des Guerres contre Napoléon Ier, il se distingua dans les batailles d'Heilsberg et de Friedland. Pendant la guerre patriotique de 1812 il prit part à la bataille de Borodino. Le 15 février 1813, il fut promu lieutenant-général, et se distingua à la bataille de Bautzen. En 1815, il fut nommé ataman des troupes Cosaques du Don;
- Ossip Vassilievitch Ilovaïski : (1775-1839), était un militaire russe. Au cours des Guerres napoléoniennes, il fut l'un des commandants de l'Armée impériale de Russie. Au grade de capitaine il prit part à la Guerre russo-turque de 1787-1792. En 1794, pendant la campagne de Pologne (1939), il participa à la prise de Varsovie. Il se distingua également au cours des Guerres napoléoniennes en participant aux batailles de la guerre de la Quatrième Coalition et de la guerre patriotique de 1812. Pendant la campagne de 1813, il fut engagé dans les batailles de Lutzen, Bautzen, Leipzig et Hanau.